# Anzani 20

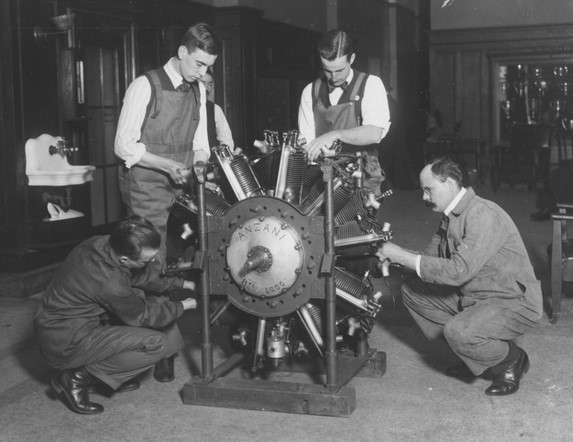
Motor rotativo Anzani 20, por volta de 1917-18

O Anzani 20 foi o primeiro motor em quatro linhas do mundo, e o mais potente de sua época.

## Desenvolvimento
Em 1912 a Anzani produziu os primeiros motores radiais em duas linhas do mundo, o dez cilindros Anzani 10-cilindros, que possuía dois tamanhos um de 12.1 litros que produzia 100-110 hp. Na metade de 1913 a companhia teve uma dupla versão de quatro linhas de cinco cilindros, que atingia 200 hp (149 kW) nomeada de Anzani 20. Este motor foi apresentado no Show Aéreo de Paris daquele ano e possuía muito em comum com o motor antecessor de dez cilindros.

## Aplicações
- Caudron Tipo K